# Harasjön (Södra Unnaryds socken, Småland)
Harasjön är en sjö i Gislaveds kommun och Hylte kommun i Småland och ingår i Lagans huvudavrinningsområde. Sjön är 9,3 meter djup, har en yta på 0,57 kvadratkilometer och är belägen 163 meter över havet. Vid provfiske har abborre och gädda fångats i sjön.

## Delavrinningsområde
Harasjön ingår i det delavrinningsområde (631775-136196) som SMHI kallar för Mynnar i Unnen. Medelhöjden är 167 meter över havet och ytan är 38,73 kvadratkilometer. Det finns inga avrinningsområden uppströms utan avrinningsområdet är högsta punkten. Vattendraget som avvattnar avrinningsområdet har biflödesordning 4, vilket innebär att vattnet flödar genom totalt 4 vattendrag innan det når havet efter 142 kilometer. Avrinningsområdet består mestadels av skog (76 procent). Avrinningsområdet har 1,42 kvadratkilometer vattenytor vilket ger det en sjöprocent på 3,7 procent. Bebyggelsen i området täcker en yta av 0,98 kvadratkilometer eller 3 procent av avrinningsområdet.